# Scots Bay Provincial Park
Scots Bay Provincial Park (tidigare Scots Bay North Provincial Park) är en provinspark i Nova Scotia i Kanada. Den ligger i samhället Scots Bay vid viken Scots Bay i Kings County.
2012 fanns också den större Scots Bay South Provincial Park en bit söder om Scots Bay North, men den parken finns inte med i planen för provinsparker och skyddade områden från 2013.